# 加德纳·墨菲
加德纳·墨菲（1895年7月8日—1979年3月18日）是一位美国心理學家，专攻人格心理學和超心理学，1944年担任美国心理学会会长，主要作品有《近代心理学历史导引》（Historical Introduction to Modern Psychology，与约瑟夫·柯瓦奇合著）等。